# Nassarius deshayesianus
Nassarius deshayesianus is een slakkensoort uit de familie van de Nassariidae. De wetenschappelijke naam van de soort is voor het eerst geldig gepubliceerd in 1866 door Issel.